# Região militar
Uma região militar constitui um comando das forças armadas de um país, encarregada da administração militar de uma das parcelas do seu território. 
Geralmente, as regiões militares têm sobretudo funções administrativas e logísticas, dispondo de poucas ou nenhuma responsabilidade operacional. Nos países em que existe o serviço militar obrigatório, podem estar encarregadas de grande parte do processo de recrutamento e mobilização de conscritos. Em caso de estado de sítio ou de emergência, o comando de uma região militar pode assumir responsabilidade pela administração civil na sua área de jurisdição, substituindo as autoridades civis.
Conforme a organização das forças armadas, as regiões militares podem ter outras designações como "distritos militares", "circunscrições militares", "regiões de defesa", "zonas militares", "comandos territoriais", etc.
Na maioria dos casos, as regiões militares dependem das forças terrestres. Analogamente, um país pode também estar dividido em regiões navais e regiões aéreas, correspondentes respectivamente às suas forças navais e forças aéreas.

## Regiões militares por país

### Brasil
Grandes Comandos Administrativos do Exército Brasileiro, que têm como atribuição prover o apoio logístico aos demais Grandes Comandos, às Divisões de Exército, às Brigadas e às diversas unidades enquadradas em sua área geográfica de responsabilidade.
Regiões Militares do Brasil:
| Região Militar | Sede           | Jurisdição (Unidades da Federação)                 | Observações          |
| -------------- | -------------- | -------------------------------------------------- | -------------------- |
| 1ª RM          | Rio de Janeiro | Rio de Janeiro e Espírito Santo                    | -                    |
| 2ª RM          | São Paulo      | São Paulo                                          | -                    |
| 3ª RM          | Porto Alegre   | Rio Grande do Sul                                  | -                    |
| 4ª RM          | Belo Horizonte | Minas Gerais                                       | Ver nota nº1.        |
| 5ª RM          | Curitiba       | Paraná e Santa Catarina                            | -                    |
| 6ª RM          | Salvador       | Bahia e Sergipe                                    | -                    |
| 7ª RM          | Recife         | Alagoas, Pernambuco, Paraíba e Rio Grande do Norte | -                    |
| 8ª RM          | Belém          | Pará, Amapá e Maranhão                             | Ver notas nº2 e nº3. |
| 9ª RM          | Campo Grande   | Mato Grosso do Sul e Mato Grosso                   | -                    |
| 10ª RM         | Fortaleza      | Ceará e Piauí                                      | Ver nota nº4.        |
| 11ª RM         | Brasília       | Distrito Federal, Goiás e Tocantins                | Ver notas nº5 e nº6. |
| 12ª RM         | Manaus         | Amazonas, Acre, Roraima e Rondônia                 | -                    |

Notas
1. Minas Gerais: exceto a área do Triângulo Mineiro que está sob jurisdição da 11ª Região Militar.
2. Tocantins: inclui-se também a área dos seguintes municípios na área do "Bico de Papagaio", norte do estado: Wanderlândia, Babaçulândia, Xambioá, Piraquê, Darcinópolis, Palmeiras, Aguiarnópolis, Riachinho, Angico, Ananás, Santa Teresinha, Nazaré, Tocantinópolis, Luzinópolis, Cachoeirinha, Maurilândia, Itaguatins, São Bento, Araguatins, Axixá do Tocantins, Sítio Novo, São Miguel, Praia Norte, Augustinópolis, Sampaio, Carrasco Bonito, Buriti, São Sebastião, Esperantina.
3. Maranhão: inclui-se também a área dos seguintes municípios: Açailândia, Amarante do Maranhão, Carolina, Estreito, Imperatriz, João Lisboa, Montes Altos, Porto Franco, Sítio Novo, Cidelândia, Davinópolis, Governador Edison Lobão, São Pedro da Água Branca, Vila Nova dos Martírios, Buritirana, Senador La Rocque, Campestre do Maranhão, Itinga do Maranhão, Lajeado Novo, Ribamar Fiquene, São Francisco do Brejão, São João do Paraíso e São Pedro dos Crentes.
4. Maranhão: exceto a área sob jurisdição da 8ª Região Militar.
5. Minas Gerais: inclui-se a região do Triângulo Mineiro
6. Tocantins: exceto a área sob jurisdição da 8ª Região Militar.

### Portugal
Entre 1926 e 2006, as regiões militares constituíram os principais tipos de comandos territoriais do Exército Português. Cada região militar era comandada por um oficial general.
Genericamente, competia a cada região militar: colaborar no recrutamento, mobilização e instrução militar, comandar e administrar os elementos das forças terrestres localizados na sua área, garantir a proteção militar terrestre dos elementos do Exército localizados na sua área, preparar operações terrestres e preparar tropas para reforçar outras regiões.
Cada região militar compreendia um comandante e respectivo quartel-general, do qual dependiam: distritos de recrutamento e mobilização, centros de classificação e seleção, centros de instrução, escolas práticas e de aplicação militar das armas e serviços, unidades territoriais das armas e serviços, campos de instrução e outros órgãos de execução de serviços. Até a década de 1970, cada região militar tinha como encargo aproximado a mobilização de uma divisão de campanha em tempo de guerra. A partir de então, passou a ter como encargo uma brigada de defesa territorial.
Para além das regiões militares, até 2006, a organização do Exército previa a existência de outros tipos de comandos territoriais de menor escalão que, conforme as características e a época, podiam ter designações como "comando militar", "governo militar", "comando territorial", "circunscrição militar" ou "zona militar". 
Regiões militares e outros comandos territoriais em Portugal (Metrópole até 1975)
| Sede              | 1926 - 1960                    | 1960 - 1962                                 | 1962 - 1970                                 | 1970 - 1975                                 | 1975 - 1993                 | 1993 - 2006                 |
| ----------------- | ------------------------------ | ------------------------------------------- | ------------------------------------------- | ------------------------------------------- | --------------------------- | --------------------------- |
| Lisboa            | Governo Militar de Lisboa      | Governo Militar de Lisboa                   | Governo Militar de Lisboa                   | Região Militar de Lisboa                    | Região Militar de Lisboa    | Região Militar de Lisboa    |
| Porto             | 1ª Região Militar              | 1ª Região Militar                           | 1ª Região Militar                           | Região Militar do Porto                     | Região Militar do Norte     | Região Militar do Norte     |
| Coimbra           | 2ª Região Militar              | -                                           | -                                           | Região Militar de Coimbra                   | Região Militar do Centro    |                             |
| Tomar             | 3ª Região Militar              | -                                           | 2ª Região Militar                           | Região Militar de Tomar                     | -                           | -                           |
| Évora             | 4ª Região Militar (2)          | 2ª Região Militar (2)                       | 3ª Região Militar (2)                       | Região Militar de Évora (3)                 | Região Militar do Sul       | Região Militar do Sul       |
| Angra do Heroísmo | Comando Militar dos Açores (1) | Comando Territorial Independente dos Açores | Comando Territorial Independente dos Açores | Comando Territorial Independente dos Açores | Zona Militar dos Açores (4) | Zona Militar dos Açores (4) |
| Funchal           | Comando Militar da Madeira (1) | Comando Territorial Independente da Madeira | Comando Territorial Independente da Madeira | Comando Territorial Independente da Madeira | Zona Militar da Madeira (4) | Zona Militar da Madeira (4) |

(1) Designado "governo militar" entre 1926 e 1937.

(2) Incluía o Comando Militar da Praça de Elvas.

(3) Incluía o Comando Territorial do Algarve e o Comando Militar da Praça de Elvas.

(4) Continuou a existir depois de 2006.
Regiões militares e outros comandos territoriais no Ultramar Português
| Sede             | 1960 - 1962                                             | 1962 - 1970                                             | 1970 - 1975                                             |
| ---------------- | ------------------------------------------------------- | ------------------------------------------------------- | ------------------------------------------------------- |
| Luanda           | 3ª Região Militar (1)                                   | Região Militar de Angola (2)                            | Região Militar de Angola (2)                            |
| Lourenço Marques | 4ª Região Militar (3)                                   | Região Militar de Moçambique (3)                        | Região Militar de Moçambique (3)                        |
| Mindelo          | Comando Territorial Independente de Cabo Verde          | Comando Territorial Independente de Cabo Verde          | Comando Territorial Independente de Cabo Verde          |
| Bissau           | Comando Terriorial Independente da Guiné                | Comando Terriorial Independente da Guiné                | Comando Terriorial Independente da Guiné                |
| São Tomé         | -                                                       | Comando Territorial Independente de São Tomé e Príncipe | Comando Territorial Independente de São Tomé e Príncipe |
| Goa              | Comando Territorial Independente do Estado da Índia (4) | Comando Territorial Independente do Estado da Índia (4) | Comando Territorial Independente do Estado da Índia (4) |
| Macau            | Comando Territorial Independente de Macau               | Comando Territorial Independente de Macau               | Comando Territorial Independente de Macau               |
| Díli             | Comando Territorial Independente de Timor               | Comando Territorial Independente de Timor               | Comando Territorial Independente de Timor               |

(1) Incluía os comandos territoriais de São Tomé e Príncipe, Norte, Centro, Sul e Leste e a Circunscrição Militar de Cabinda.

(2) Incluía os comandos territoriais do Norte, Centro, Sul, Leste e Cabinda.

(3) Incluía os comandos territoriais do Norte, Centro e Sul.

(4) Território invadido e ocupado pela União Indiana desde dezembro de 1961.

### Rússia
Na Rússia, cada distrito militar (вое́нный о́круг [voyenny okrug]) consitui uma associação territorial de unidades, escolas e outros estabelecimentos militares. Os distritos militares existem desde o período imperial e destinam-se a facilitar a administração das diversas unidades militares, bem a melhorar a sua instrução e prontidão para o combate.
Atualmente, a Rússia está dividida nos seguintes grandes distritos militares:
1. Distrito Militar do Norte - com sede em São Petersburgo;
2. Distrito Militar do Sul - com sede em Rostov do Don;
3. Distrito Militar do Centro - com sede em Ekaterinburgo;
4. Distrito Militar do Leste - com sede em Khabarovsk